# Louis Ensch
Louis Jaques Ensch (Luxemburgo, 1895 - Luxemburgo, 9 de setembro de 1953) foi um siderurgista luxemburguês e engenheiro-diretor da Companhia Siderúrgica Belgo-Mineira, convidado para dirigir a siderúrgica em Sabará em 1927. Louis Ensch era filho de um aristocrata e de uma empregada.
Louis Ensch é considerado personalidade de destaque no desenvolvimento da indústria siderúrgica no Brasil. Diplomado em 1920, pela Universidade de Aix-la-Chapelle, o engenheiro iniciou a carreira na Usina de Burbach, em seu país natal, onde obteve ascensão profissional relativamente rápida. Em 1927, ele se mudou para o Brasil, para assumir a direção da Usina de Sabará (MG), da Companhia Siderúrgica Belgo-Mineira, pertencente ao grupo europeu ARBED. A usina passava por dificuldades e Louis Ensch conseguiu, em pouco tempo, cumprir a sua missão de reorganizá-la, num momento importante para o estabelecimento da indústria siderúrgica nacional. Em 1935, ele passou a conduzir a construção de uma nova planta industrial, em João Monlevade, "que viria a se tornar, por suas características técnicas, a maior usina siderúrgica a carvão vegetal do mundo, a par de alto padrão técnico, sólida estrutura econômico-financeira e elevado índice de produtividade".
Paralelamente ao desenvolvimento das usinas siderúrgicas, Louis Ensch empreendeu considerável obra social destinada aos trabalhadores, contemplando a construção de vilas operárias, hospitais, escolas, postos de abastecimento e clubes desportivos nas localidades de atuação da Companhia. O engenheiro faleceu em 1953, em Luxemburgo, onde se encontrava para tratar de assuntos relacionados à expansão industrial. Seu corpo foi transladado ao Brasil e está sepultado no Cemitério Histórico da cidade de João Monlevade.

## Belgo-Mineira em Sabará
Em 1920, o rei Alberto I da Bélgica fez uma visita oficial ao Brasil. A convite do presidente de Minas Gerais, Artur Bernardes, o rei visitou Belo Horizonte. Pouco tempo depois, o grupo belgo-luxemburguês ARBED enviou missão técnica a Minas Gerais, que constatou a possibilidade da ARBED se associar à Companhia Siderúrgica Mineira. Em 1920, a ARBED comprou a fábrica de ferro fundada por Jean-Antoine Félix Dissandes de Monlevade, que estava desativada. Após a morte de Jean Monlevade, em 14 de dezembro de 1872, a fábrica de ferro ficou sob os cuidados do filho, João Paschoal de Monlevade. Porém, com a Lei Áurea, a fábrica de ferro, que usava mão de obra escrava, foi vendida para a Companhia Nacional de Forjas e Estaleiros e em 1897 a propriedade passou a pertencer ao Banco Ultramarino do Rio de Janeiro. Em 11 de dezembro de 1921, após uma aliança com o grupo ARBED, a Companhia Siderúrgica Mineira mudou de nome para Companhia Siderúrgica Belgo-Mineira. O capital da Belgo-Mineira, de R$ 15.000.000.000, foi divido em 75.000 ações de R$ 200.000.
Em 1927, Louis Ensch viajou ao Brasil, com a missão de avaliar e solucionar os problemas da siderúrgica. O novo engenheiro-diretor da Belgo-Mineira investiu na aquisição de novos equipamentos, melhorando a qualidade do produto final, além de organizar a construção do núcleo urbano que viria a se tornar o município de João Monlevade, onde ficava a fábrica de ferro fundada por Jean Monlevade e que foi adquirida pela ARBED.

## Usina de João Monlevade e exploração madeireira
Louis Ensch foi responsável pela implantação de uma nova usina na região da antiga fazenda do pioneiro Jean-Antoine Félix Dissandes de Monlevade, viabilizada com a inauguração, em 31 de agosto de 1935, do ramal ferroviário que ligava a Estrada de Ferro Central do Brasil à Estrada de Ferro Vitória a Minas, e coordenou a construção das vilas operárias que deram origem à cidade de João Monlevade.
Visando a alimentar os fornos da usina, a Belgo tomou posse de vastas áreas do Vale do Rio Doce para a extração de madeira. A instalação de um complexo da companhia em Coronel Fabriciano, em 1936, buscava centralizar a exploração madeireira e deu início à atividade industrial nessa área que mais tarde se tornaria um dos principais polos industriais do estado, com o encetamento da siderurgia.
Sob intermédio de Louis Ensch, a Belgo foi a responsável pela abertura das primeiras ruas, construções de casas de alvenaria e estabelecimentos em Coronel Fabriciano, bem como a instalação do Hospital Siderúrgica (atual Hospital Doutor José Maria Morais), que foi necessária devido à grande incidência de febre amarela e outras doenças tropicais. Em João Monlevade, houve a instalação de conjuntos habitacionais e escolas entre as décadas de 30 e 40. Em 1943, Louis Ensch criou o primeiro clube de futebol de Monlevade, o Social.

## Solicitação e patrocínio do painel "Alegoria à Indústria"
Em 1931, Louis Ensch encomendou um alto-relevo de bronze da escultora belga Jeanne Louise Milde, que viveu em Belo Horizonte. O painel "Alegoria à Indústria" retrata o trabalhador, tendo ao fundo um forno siderúrgico, de forma a enaltecer tanto o trabalho, figurado no trabalhador, quanto a indústria, valorizando o homem como a figura mais importante da peça. O painel encontra-se na antiga sede da Belgo-Mineira, em Sabará, Minas Gerais.
A obra pesa cerca de 250 kg e é uma das maiores do gênero no Brasil.

## Condecorações
Pelo mérito de suas realizações, Louis Ensch recebeu inúmeras manifestações de apreço e reconhecimento, entre elas as condecorações:
- Chevalier de l'Ordre de la Couronne (Bélgica - 1932)
- Oficial da Ordem Nacional do Cruzeiro do Sul (Brasil - 1940)
- Commandeur de l'Ordre de Merite Civil et Militaire d'Adolphe de Nassau (Luxemburgo - 1949)
- Commandeur de l'Ordre de Léopold (Bélgica - 1950)
- Commandeur de l'Ordre Grand-Ducal de la Couronne de Chêne (Luxemburgo - 1951)
- Grande Oficial da Ordem Nacional do Cruzeiro do Sul (Brasil - 1953)

O ex-diretor da Belgo empresta seu nome ao principal estádio de João Monlevade, o Estádio Municipal Louis Ensch, o qual ajudou na construção até o ano de sua morte. Em Coronel Fabriciano, foi homenageado com a denominação do Estádio Louis Ensch, para o qual doou o terreno, e da praça onde se localiza a sede da prefeitura municipal, a Praça Louis Ensch, no Centro da cidade.